# Волхонщинский сельсовет (Тамбовская область)
Волхонщинский сельсовет — муниципальное образование со статусом сельского поселения в Ржаксинском районе Тамбовской области.
Административный центр — деревня Волхонщина.

## История
В соответствии с Законом Тамбовской области от 17 сентября 2004 года № 232-З установлены границы муниципального образования и статус сельсовета как сельского поселения.

## Население
| 2010 | 2012 | 2013 | 2014 | 2015 | 2016 | 2017 |
| ---- | ---- | ---- | ---- | ---- | ---- | ---- |
| 680  | ↘645 | ↘624 | ↘623 | ↘606 | ↘591 | ↘581 |
| 2018 | 2019 | 2020 | 2021 |      |      |      |
| ↗586 | ↘566 | →566 | ↘548 |      |      |      |

## Состав сельского поселения
| № | Населённый пункт  | Тип населённого пункта          | Население |
| - | ----------------- | ------------------------------- | --------- |
| 1 | Александровка     | деревня                         | ↘173      |
| 2 | Бредихино         | деревня                         | 43        |
| 3 | Волхонщина        | деревня, административный центр | ↘204      |
| 4 | Журавлино-Вершина | деревня                         | 19        |
| 5 | Изобилино         | деревня                         | 62        |
| 6 | Петропавловский   | посёлок                         | 1         |
| 7 | Ракитино          | деревня                         | ↘178      |